# Mindfulness
Con mindfulness (traducibile con consapevolezza di sé oppure piena coscienza) si intende un atteggiamento che si coltiva attraverso una pratica di meditazione sviluppata a partire dai precetti del buddismo (ma scevra dalla componente religiosa) e volta a portare l'attenzione del soggetto in maniera non giudicante verso il momento presente. Diversi protocolli di trattamento psicologico basati su tale tecnica meditativa sono stati sviluppati e validati in ambito clinico, dove hanno mostrato benefici significativi per il trattamento di diverse patologie psicologiche e anche il miglioramento di molti parametri ematici, ad esempio quelli legati a patologie infiammatorie; nei soggetti che praticano la tecnica sono stati dimostrati anche significativi miglioramenti nella percezione di benessere fisico e mentale e della creatività.
Il termine è la traduzione di "sati" che in lingua pāli, il linguaggio utilizzato dal Buddha per i suoi insegnamenti, significa essenzialmente consapevolezza, attenzione, attenzione sollecita, o piena consapevolezza mentale che sono qualità dell'essere che possono venire coltivate attraverso la meditazione. Nella tradizione buddista la samma sati ("retta consapevolezza") è una delle vie del nobile ottuplice sentiero, l'ultima delle quattro nobili verità, e la meditazione specifica ad essa collegata è chiamata vipassanā. La moderna mindfulness è una tecnica psicologica basata su questa e altre tradizioni meditative.
La mindfulness come principio di consapevolezza ha una funzione chiave nella psicologia buddista. In particolare, in contesto vajrayana, essa rappresenta un cuneo di coscienza che permette di rallentare il processo iterativo rappresentato nel bhavacakra, la cosiddetta ruota del divenire, analogo ai processi ruminativi del default mode network studiati dalle odierne neuroscienze.

## Descrizione
Il concetto di mindfulness deriva dagli insegnamenti del buddismo theravada (vipassanā), dello zen (zazen), e dalle pratiche di meditazione yoga; ma solo negli Stati Uniti degli anni Settanta, per opera di un biologo del Massachusetts, Jon Kabat-Zinn, questo modello è stato assimilato e utilizzato come paradigma autonomo in alcune discipline mediche e psicoterapeutiche europee e d'oltreoceano.
Mindfulness è quindi una modalità di prestare attenzione, momento per momento, nell'hic et nunc («qui ed ora»), sul momento presente, in modo intenzionale e non giudicante, al fine di risolvere (o prevenire) la sofferenza interiore e raggiungere un'accettazione di sé attraverso una maggiore consapevolezza della propria esperienza che comprende: sensazioni, percezioni, impulsi, emozioni, pensieri, parole, azioni e relazioni.
Migliorare questa modalità di prestare attenzione permette di cogliere, con maggiore prontezza, il sorgere di pensieri negativi che contribuiscono al malessere emotivo. La padronanza dei propri contenuti mentali e degli stili abituali di pensiero (capacità di automonitoraggio e metacognizione) permette maggiori possibilità di esplorazione, espressione e cambiamento di tali contenuti.
Una gran quantità di pensieri negativi deriva dalla critica che il soggetto fa a sé stesso per il fatto di sentirsi ansioso, depresso o a disagio. Ai pensieri negativi (primari) che alimentano i disagi emotivi, si aggiungono ulteriori pensieri improduttivi (secondari) su di sé. Questo meccanismo di autoaccusa e autobiasimo genera una spirale che dà origine al ruminio depressivo. La persona si pone così in una condizione di «nemica» di sé stessa, anziché di «alleata» di sé stessa. L'allenamento della consapevolezza permette di affinare l'attenzione verso questi meccanismi che deteriorano l'umore e depotenziano le capacità di ripresa psicologica o la prevenzione delle recidive depressive.
La teoria della mindfulness parte dalla riscoperta di metodi di cambiamento psicologico improntati a modalità intuitive di conoscenza di sé, in integrazione a metodi discorsivi e verbali di risoluzione dei problemi. In altri termini, prima di promuovere la messa in discussione delle convinzioni erronee o irrazionali che generano la sofferenza, il terapeuta agisce aiutando innanzitutto la persona a cambiare la relazione con i propri contenuti mentali. Si è arrivati ad osservare che gran parte della sofferenza dipende infatti dall'identificazione coi pensieri ("io sono i miei pensieri", "i pensieri sono fatti"), mentre il primo passo verso il cambiamento avviene grazie ad un allontanamento cognitivo dalle esperienze che si impongono nel campo di coscienza ("io ho dei pensieri", "i pensieri sono ipotesi").
Tale cambiamento genera la capacità flessibile di operare, quando necessario, un distacco dai contenuti mentali, che consente di osservarli con maggiore chiarezza. Questo distacco (detached mindfulness) diminuisce la reattività automatica che conduce ogni essere umano a profondere rapidi sforzi per evitare la sofferenza. Questi sforzi, ironicamente, possono essere di per sé apportatori di ulteriore sofferenza, poiché si basano su ideali irrealistici di "trasparenza" emotiva, rimarcano l'inaccettabilità del momento presente e pongono gli obiettivi di felicità nel futuro. La mindfulness promuove esperienze di accoglimento del presente, di comprensione più ampia e delicata delle difficoltà e di tolleranza delle emozioni e delle percezioni negative quali esperienze da includere ed attraversare con equanimità nel proprio percorso esistenziale.
"Equanime è quello stato emotivo stabile, responsivo e non reattivo, propizio alla focalizzazione dell'attenzione sul momento attuale e caratterizzato da costanza dell'umore, distacco e serenità al cospetto delle cose e dei fenomeni effimeri"

## Tecnica meditativa
La meditazione mindfulness viene praticata sedendosi con gli occhi chiusi, a gambe incrociate su un cuscino o su una sedia, con la schiena dritta. L'attenzione viene posta sul movimento dell'addome quando si respira o sulla consapevolezza del respiro, mentre si espira e si inspira dal naso. Se ci si distrae dal respiro, si nota passivamente che la mente vaga, ma in un modo accettante, non giudicante e quindi si torna a concentrarsi sul respiro.
I meditatori iniziano con brevi periodi di 10 minuti di pratica al giorno, che poi possono aumentare, come "pratica formale", fino a giungere anche a uno stato mentale permanente di consapevolezza, rivolta al momento attuale da conservare praticamente in ogni istante di vita.
Praticando regolarmente, diventa più facile mantenere l'attenzione focalizzata sul respiro. Alla fine la consapevolezza del respiro può essere estesa alla consapevolezza dei pensieri, delle parole, dei sentimenti e delle azioni. Un famoso esercizio integrativo di consapevolezza quotidiana, introdotto da Kabat-Zinn nel suo programma MBSR, è ad esempio la degustazione di uva passa, in cui viene mangiato e gustato con cura un chicco d'uva.
Un altro esercizio proposto è la meditazione camminata, nella quale si compie ogni passo in modo lento e consapevole, immergendosi nel qui e ora delle sensazioni corporee e nel fluire del respiro. Un altro esercizio ancora, che è incluso nel programma MBSR, è il body scan, che consiste nell’esplorazione guidata e sequenziale delle diverse parti anatomiche del corpo che inizia dall’alluce sinistro, culmina con la testa e con l’attenzione che include l’intero corpo. Si pratica da sdraiati e ha l’obiettivo di promuovere un atteggiamento di attenzione curiosa e non giudicante delle sensazioni corporee, portandola sulle diverse parti del corpo. Permette inoltre di mantenere l'attenzione nel "qui e ora".

## Risvolti terapeutici
Gli interventi terapeutici mindfulness-based hanno portato allo sviluppo di diversi protocolli psicologici validati in ambito clinico. Proprio grazie agli effetti benefici della mindfulness in diversi disturbi e condizioni esistenziali viene regolarmente utilizzata anche in Italia in diversi ospedali psichiatrici come strategia dei protocolli riabilitativi. Tra i più conosciuti:
- Mindfulness-Based Stress Reduction (MBSR) sviluppate da Jon Kabat-Zinn nel 1979 presso il Medical Center della University of Massachusetts, per la riduzione dei disturbi d'ansia e dello stress.[21][22]
- Mindfulness-Based Cognitive Therapy (MBCT, cioè terapia cognitiva basata sulla mindfulness, una tecnica psicologica specificatamente sviluppata per diminuire le ricadute depressive e per il disturbo ossessivo-compulsivo[23])
- Acceptance and commitment therapy sviluppata per aumentare l'elasticità psicologica dei soggetti e renderli più resilienti.
- Terapia dialettico comportamentale sviluppata per il trattamento del disturbo borderline di personalità.
- Mode deactivation therapy specificatamente sviluppata per il trattamento di adolescenti con problemi comportamentali e psicologici, anche legati ad eventi traumatici.[24]

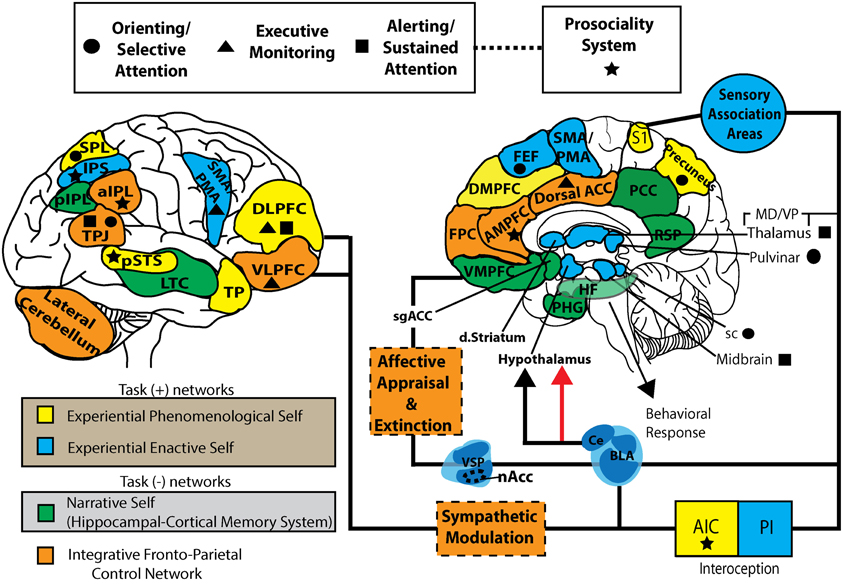
Mindfulness e cervello

Lo sviluppo della facoltà di mindfulness è affidato a momenti "formali" (il protocollo MBSR prevede cicli di otto settimane in cui si praticano otto differenti esercizi di meditazione della durata che va dai tre ai trenta minuti) e a momenti "informali", che consistono nel promuovere un abito mentale costante improntato alla continuità della consapevolezza nella vita quotidiana.
Queste tecniche, derivate sostanzialmente dalla terapia cognitiva classica, sono asservite al trattamento di molteplici patologie, oltre a quelle già citate, fra cui: ansia generica, attacchi di panico, alimentari, insonnia, fibromialgia e disturbi dell'umore. La meditazione di mindfulness trova applicazione anche in quei disagi esistenziali non direttamente ascrivibili a disturbi o patologie vere e proprie, ma avvertiti come "eccesso di pensiero" o neoplasia cognitiva.

### Terapia cognitiva basata sulla consapevolezza
La terapia cognitiva basata sulla consapevolezza (MBCT) è una terapia psicologica progettata per aiutare a prevenire le ricadute della depressione, in particolare negli individui con disturbo depressivo maggiore (MDD) e disturbo ossessivo-compulsivo. Utilizza i metodi tradizionali della psicoterapia cognitivo-comportamentale (CBT) e aggiunge nuove strategie psicologiche come la consapevolezza e la meditazione consapevole. I metodi cognitivi possono includere l'educazione del partecipante sulla depressione. La consapevolezza e la meditazione di consapevolezza si concentrano sul diventare consapevoli di tutti i pensieri e sentimenti in arrivo e accettarli, ma non attaccarsi o reagire ad essi.

### Effetti salutari
Di notevole interesse è la presenza di studi empirici che attestano gli effetti della pratica meditativa assidua su alcune strutture anatomiche chiave del cervello adibite alla regolazione delle emozioni e sull'attività cellulare e metabolica di interi distretti dell'organismo che si riflettono, oltre che in un cambiamento in senso positivo del funzionamento del cervello, anche degli effetti salutari estesi all'intero organismo, misurabili anche attraverso parametri ematici, che non sono ottenibili con altre tecniche di rilassamento. Importanti applicazioni, specialmente in correlazione con l'approccio dialettico-comportamentale, sono state osservate nelle comunità terapeutiche e nel recupero dalle tossicodipendenze.
Questi effetti includono:
- incremento e rimodulazione dell'attività del lobo prefrontale sinistro, un'area del cervello deputata al processo di emozioni positive;[36]

- incremento e rimodulazione dell'attività dei nuclei profondi dell'emisfero destro (parte intuitiva e digitale dell'esperienza esistenziale e percettiva) e dell'amigdala[37] (struttura cerebrale collegata all'esperienza della paura);
- intervento neuro-modulato da citochine e altri neuromodulatori e glucocorticoidi sugli assi ipofisiari e sulla secrezione di cortisolo;[38]
- diminuzione dei marker infiammatori, come le interleuchine-6;[3]
- modulazione adattiva dell'immunità cellulo mediata;[39]
- effetti protettivi sul DNA, mediati da un aumento dell'attività della telomerasi;[40]
- diminuzione dei segni di invecchiamento a livello cerebrale[41] e a livello cellulare;[42]
- migliorare il decorso di alcune patologie invalidanti.[3]

Questi effetti si riflettono in diversi miglioramenti psicologici quali aumento delle capacità attentive e di gestione dello stress, prevenzione delle ricadute depressive, gestione dell'ansia, della tensione e dell'emotività, aumento della creatività e della sensazione di felicità.
Tali effetti sono ottenibili a partire da 8 settimane di sedute di meditazione di almeno 10 minuti al giorno, ma degli studi indicano che tali benefici possano essere ottenuti anche con 4 sedute settimanali da 20 minuti ciascuna. Effetti calmanti, specie nei confronti della rabbia, si ottengono invece sin dalla prima sessione di meditazione.
Gli ambiti di studio ed applicazione della mindfulness intersecano la psicologia e le neuroscienze, la psiconeuroendocrinoimmunologia e ambiti della medicina quali la medicina comportamentale, la riabilitazione, la ginecologia, l'oncologia, l'endocrinologia, la cardiologia, la gastroenterologia, l'urologia, l'immunologia, l'algologia e la medicina psicosomatica.

## Ricerca scientifica
La mindfulness ha attirato una crescente attenzione empirica dal 1970 ed è spesso studiata come mezzo per ridurre lo stress. Meta-analisi indicano i suoi effetti benefici su adulti sani, su adolescenti e bambini, e vari effetti sulla salute, tra cui la perdita di peso, condizioni psichiatriche, malattie cardiache, disturbi del sonno, supporto nel trattamento del cancro, trattamento dell'autismo negli adulti, supporto nel trattamento della sclerosi multipla, e altre condizioni di salute. Una meta-analisi spesso citata di studi sulla meditazione, pubblicata su JAMA nel 2014, ha trovato prove insufficienti di qualsiasi effetto dei programmi di meditazione sull'umore positivo, sull'attenzione, sull'uso di sostanze, sulle abitudini alimentari, sul sonno e sul peso, ma ha riscontrato e moderatamente provato che la meditazione riduce l'ansia, la depressione e il dolore. Tuttavia, questo studio ha incluso un gruppo molto eterogeneo di stili di meditazione (cioè non si è concentrato esclusivamente sulla meditazione mindfulness), il che rappresenta un limite significativo. Inoltre, sebbene sia ormai assodato che la mindfulness abbia effetti psicologici positivi su persone con diagnosi di vari tipi di cancro, le prove della sua efficacia negli uomini con cancro alla prostata non sono chiare. La ricerca neuroscientifica si è concentrata anche sugli effetti del mindful movement, ossia delle pratiche che integrano mindfulness e movimento, scoprendo che protocolli come il Quadrato Motor Training, studiato all'interno dell'Istituto di Ricerca RINED di Fondazione Patrizio Paoletti, hanno effetti a livello cerebrale, molecolare e funzionale, con impatto positivo sulle funzioni esecutive, favorendo l'attenzione, la flessibilità cognitiva e la neuroplasticità.

## Critiche
Alle tecniche di mindfulness sono riservate critiche riferite al fatto che, ad esempio, la terapia fondata su queste pratiche non prenda adeguatamente in considerazione la soggettività dei pazienti e dei possibili effetti collaterali che la meditazione potrebbe avere su alcune persone. 
Altre considerazioni sulla mindfulness si riferiscono al fatto di rappresentare la terza generazione della Terapia Cognitiva (Third Generation CBT – Cognitive Behavioral Therapy) e di trarre le sue origini da tecniche meditative diffusamente conosciute e praticate da secoli; su un piano prettamente terapeutico, però, essa non ricalca nessuna delle filosofie e religioni da cui sembra prendere limitati spunti di base.
La corrente della mindfulness si divide tra "radicali" e "incorporazionisti". I primi promulgano un significato e un valore della proposta terapeutica come un percorso innovativo e autonomo. I secondi, invece, desiderano integrare le tecniche di meditazione all'interno di un più ampio percorso psicoterapeutico.
Per quanto vi siano elementi lodevoli e salutari nella pratica meditativa della mindfulness, viene descritta dal suo inventore Jon Kabat-Zinn come "forse l'unica speranza per la specie e per il pianeta di sopravvivere nei prossimi due secoli"; egli parla anche di "malattia del pensiero" in quanto la sua diagnosi è che "tutta la società soffre di un disturbo da deficit di attenzione". 
Il messaggio fondamentale dei sostenitori della mindfulness è che la radice dell'insoddisfazione e dell'angoscia è interiore, concentrandosi sui rimpianti del passato e sulla paura del futuro rendiamo noi stessi infelici. Imparare a concentrarsi abbassa il volume del pensiero circolare, le ruminazioni mentali, fonte di depressione e stress. 
Alleviare la sofferenza è un obiettivo nobile ed andrebbe incoraggiato ma bisogna innanzi tutto riconoscere che lo stress personale ha anche cause sociali. 
La mindfulness è solo una tecnica di concentrazione, anche se deriva dal buddismo, non ne ha ereditato né gli insegnamenti etici né l'obbiettivo di staccarsi da un falso senso di sé attraverso la compassione di tutti gli esseri viventi; evitando di affrontare il problema della sofferenza collettiva, la mindfulness, viene quindi spogliata del potenziale rivoluzionario. 
I più fanatici sostenitori del movimento sostengono che concentrarsi sul momento presente senza formulare giudizi abbia il potere rivoluzionario di trasformare il mondo intero, invece, forse inconsapevolmente lavorano per rafforzare lo status quo. Secondo i critici, il modello economico neoliberista-capitalista alimenta la disuguaglianza con la ricerca del profitto, e le persone sono costrette ad adattarsi a ciò che si pretende da loro; ma per il movimento il fulcro del problema diventa l'incapacità dell'individuo di essere consapevole e resiliente in un'economia precaria ed incerta. 
Praticando la meditazione dovremmo trovare la nostra libertà individuale in una "pura consapevolezza" impermeabile ad influenze esterne, questo è il punto cruciale della presunta rivoluzione: il mondo lentamente cambia, un individuo consapevole dopo l'altro. Con il ritiro nella sfera privata la mindfulness diventa una religione del sé, depoliticizzando lo stress. La mindfulness sposerebbe la tesi neoliberista secondo cui ognuno è libero di scegliere le proprie risposte, gestire le emozioni negative e "fiorire" attraverso varie modalità di cura del sé; molti insegnanti di mindfulness scartano a priori qualsiasi programma terapeutico che cerchi di identificare criticamente le cause della sofferenza nelle strutture di potere e nei sistemi economici vigenti.

### McMindfulness
Il termine "McMindfulness" è stato coniato da Miles Neale, psicoterapeuta ed esperto di buddismo, a proposito di "una bulimia di pratiche spirituali che danno nutrimento immediato ma nessun sostentamento a lungo termine". La moda odierna della mindfulness è, dal punto di vista imprenditoriale, l'equivalente di McDonald's. 
Come Ray Kroc, Kabat-Zinn capì che poteva offrire agli americani indaffarati un sistema per ridurre lo stress con un corso veloce di 8 settimane, impartito in modo uniforme attraverso un programma standardizzato. Entrambi hanno adottato misure che fanno sì che né la qualità né i contenuti dei rispettivi prodotti cambino da un franchising all'altro. Gli insegnanti di MBSR ottengono una certificazione frequentando i corsi presso il Center for Mindfulness di Kabat-Zinn a Worcester, nel Massachusetts. 
Secondo i critici, la mindfulness è stata venduta e mercificata, ridotta a semplice tecnica per qualsiasi scopo pratico: calmare i bambini, dare un vantaggio mentale ai gestori di fondi speculativi, ridurre lo stress dei piloti di droni militari, migliorare la produttività e superare un burnout lavorativo. 
La mindfulness genera un rilevante giro d’affari. Più di mille libri in vendita su Amazon hanno una variante di mindfulness nel titolo (ad esempio "cibo consapevole", "padroni di cani consapevoli", "finanza consapevole" ecc.). Oltre ai libri, ci sono workshop, corsi online, riviste, film, documentari, app per smartphone, campanelli, cuscini, prodotti di bellezza ed un redditizio e fiorente circuito di conferenze.